# Gerald Gradwohl
Gerald Gradwohl (* 15. April 1967 in Wiener Neustadt) ist ein österreichischer Fusionmusiker (Gitarre).

## Leben und Wirken
Gerald Gradwohl besuchte die Josef Matthias Hauer Musikschule in Wiener Neustadt. In Wien studierte er klassische Gitarre und Jazzgitarre (Diplom 1989). Er spielte 1988 bis 1998 im Rocktheater-Projekt Hallucination Company und gehörte ab den frühen 1990er-Jahren den Formation Face to Face (Album Cats & Camels, mit Michael Fischer, Bernhard Macheiner, Andi Hanauska, Oliver Gattringer), ThreeO (mit Wolfgang Wograndl und Richard Filz) und The Powergrade (mit Nico Bernhardt, Wolfgang Wograndl) an; außerdem trat er 1995–2006 mit Tangerine Dream auf. In den folgenden Jahren spielte er im Peter Natterer Quartett (In the Flow, u. a. mit Wolfgang Puschnig); außerdem legte er unter eigenem Namen die Jazzrock-Produktionen Abq (Universal, 2003), Tritone Barriere (Esc, 2007), Sally Beth Roe (2009) und Raw (2016) vor.

## Diskographische Hinweise
- Gerald Gradwohl Feat. Bob Berg – Gary Willis – Kirk Covington: ABQ (EmArcy Records, 2003)
- Gerald Gradwohl Featuring: Kirk Covington, Thomas Kugi, Harald Weinkum: Big Land (Hoanzl, 2012)